# Torpille Tiger Shark
La torpille Tiger Shark, ou Heavyweight Torpedo System (HWT), en hangeul : 범상어, « Requin tigre », est une torpille lourde à guidage filaire, lancée par sous-marin, développée par LIG Nex1 pour la marine de la république de Corée. 

## Développement
La société de défense sud-coréenne LIG Nex1 a été chargé de développer la nouvelle torpille, avec l’Agence pour le Développement de la Défense (ADD) et la marine de la république de Corée (ROK Navy). LIG Nex1 a commencé des études préliminaires sur le développement d’une torpille filoguidée en mars 2009. Le développement de la « Heavy Torpedo-II » lui-même a commencé en 2012 et s’est achevé en 2019.
La nouvelle torpille est spécialement conçue pour les sous-marins de classe Dosan Ahn Changho (KSS-III) de plus de 4000 tonnes de la marine de la république de Corée, dont le premier a été lancé par le chantier naval Daewoo Shipbuilding & Marine Engineering en septembre 2018. La Tiger Shark sera d’abord mise en service avec les sous-marins plus anciens KSS-II (classe Sohn Won-yil, ou type 214 dans leur pays d’origine, l’Allemagne). La torpille ne fonctionne pas de la même manière sur les deux types de sous-marins : elle est automotrice quand elle est tirée des tubes de lancement des sous-marins KSS-II, mais elle est éjectée de force quand elle est tirée des tubes de lancement des sous-marins KSS-III. Elle est interopérée avec le système de gestion de combat du sous-marin : les informations relatives à la torpille sont transmises et reçues via des fils de guidage, et peuvent être affichées dans le système de gestion de combat.
Selon LIG Nex1, le développement de la torpille Tiger Shark suit celui des armes White Shark (requin blanc), Blue Shark (requin bleu) et Red Shark (requin rouge) précédentes. La Tiger Shark est conçue pour frapper les navires de surface et les sous-marins ennemis à plus longue distance, et elle offre une vitesse et des capacités de traitement améliorées par rapport à son prédécesseur, la torpille White Shark. Elle devrait améliorer les capacités des sous-marins sud-coréens. La Tiger Shark devrait remplacer la torpille lourde K731 White Shark (Baek Sang Eo) existante. Le nom « Tiger Shark » est juste un nom de produit LIG Nex1. Une fois mise en service dans la marine de la république de Corée, la torpille lourde obtiendra probablement une nouvelle désignation officielle.

## Présentation
LIG Nex1 a dévoilé son concept de torpille lourde Tiger Shark pour la première fois lors du Salon international de l’industrie de la défense maritime (MADEX) 2017, qui s’est tenu à Pusan, en Corée du Sud. L’arme a été présentée à nouveau au salon MADEX 2019, toujours à Pusan.

## Caractéristiques
La Tiger Shark est conçue pour des tubes lance-torpilles standard de 553 mm. Elle mesure 6,5 m de long et pèse 1 619 kg. Elle possède une ogive explosive de 260 kg d’explosif en poudre polymérisé (en anglais : Polymer-bonded explosive, abrégé en PBX), avec mise à feu magnétique et fusée de contact. Elle est capable de pénétrer 1,5 mètre d’épaisseur d’acier. 
Elle utilise un moteur électrique alimenté par une batterie au lithium, minimisant le bruit produit lors du lancement. La Tiger Shark utilisera le même type de batterie lithium-ion et la même technologie que la récente torpille légère K745 Blue Shark (Chung Sang Eo) qui est déployée sur des navires de surface, des hélicoptères anti-sous-marins et des avions de patrouille maritime comme moyen de frapper les sous-marins ennemis. Le moteur électrique entraîne une hélice contrarotative. La torpille a une vitesse maximale d’environ 55 noeuds, avec une autonomie de 50 km et une endurance de 60 minutes. L’arme est optimisée pour les performances en eau peu profonde, avec une profondeur de fonctionnement allant de 2 à 600 m. Le système est également très maniable et peut modifier la vitesse de l’hélice à différents points de sa trajectoire, ce qui lui permet de rester non détectée pendant de plus longues périodes. Sa portée et sa vitesse seront supérieures à celles de la torpille White Shark qui, selon des sources ouvertes a une vitesse de plus de 35 nœuds et une portée de 30 km. 
La Tiger Shark est filoguidée (fibre optique), équipée d’un sonar combiné (passif et actif) et possède une capacité de détection du sillage des navires. Selon LIG Nex1, les réseaux de transducteurs ont un angle de détection horizontal de plus ou moins 100°, et des capacités de détection verticale d’environ plus ou moins 20° en site. Les données de navigation sont fournies par un système de navigation inertielle (INS) à fibre optique. LIG Nex1 s’est concentré sur la capacité de « contre-leurres », et la Tiger Shark possède un ordinateur de bord de technologie avancée, qui lui permet de résister aux contre-mesures adverses. Une autre amélioration par rapport aux modèles précédents est l’utilisation d’un câble à fibre optique comme la torpille Deutsches Modell 2 Mod.4 allemande. Ces câbles sont plus flottants que les câbles ordinaires, ce qui permet une plus grande portée.
Avec sa portée d’environ 50 km et une vitesse maximale de plus de 55 nœuds, la Tiger Shark est beaucoup plus efficace que toutes les autres torpilles actuellement en service dans la marine de la république de Corée (ROKN), y compris la cible de surface et sous-marine Mod2 et la torpille White Shark. Cependant, à 3,3 milliards de wons coréens (soit 2,6 millions de dollars, ou 2,1 millions de livres sterling) l’unité, elle est également plus chère que ses prédécesseurs.

## Tests
Malgré un retard dans le programme Tiger Shark, la torpille a terminé ses essais de tir depuis un sous-marin KS-II de 1800 tonnes le 16 mars 2022, et depuis un sous-marin KS-III de 3000 tonnes en mai 2022. Chaque lot d’essais comprenait deux tirs, le dernier ayant eu lieu à distance en mer de l'Est le 9 mai 2022. La torpille a été tirée deux fois de chaque sous-marin, les quatre tests étant couronnés de succès. Jang Bong-gi, chef du Centre pour les munitions guidées de l’Agence de défense pour la technologie et la qualité (DTaQ) sud-coréenne, a déclaré : « Nous avons maintenant tiré avec succès la torpille non seulement du KSS-II, mais aussi du KSS-III. » En utilisant un sous-marin de classe Chang Bogo (KSS-III) de 3000 tonnes comme plate-forme de lancement, le test a permis de vérifier si la torpille, développée en 2019, fonctionne comme prévu lors de sa phase initiale de production en série.
Les tests de la torpille Tiger Shark s’inscrivent dans le cadre des efforts du pays pour renforcer sa défense maritime, face à l’évolution des menaces militaires nord-coréennes. La Corée du Sud s’efforce aussi de développer des missiles balistiques lancés par sous-marin (SLBM), potentiellement capables de transporter des ogives nucléaires. En septembre 2021, la marine sud-coréenne aurait testé un SLBM à partir d’un sous-marin développé localement. L’approbation du projet fait suite à des rapports confirmant un tir d’essai par la Corée du Nord d’un nouveau SLBM plus petit le mois dernier. Apparemment, le Nord a tiré un SLBM dans les eaux au large de sa côte est le 7 mai 2022.
Jang Bong-gi, qui dirige le centre des systèmes d’armes guidées de l’agence, a déclaré : « Ce test signifie beaucoup, car il a confirmé la qualité de la torpille lourde à guidage filaire produite à l’aide de technologies développées localement ». Jang a ajouté : « Ce sera une bonne référence pour les armes guidées pour toutes nos plates-formes militaires à l’avenir ». Il a également souligné que la nouvelle torpille lourde contribuera de manière significative aux exportations de défense, car 99% de ses composants sont produits dans le pays. En effet, outre l’armement des sous-marins sud-coréens, le fabricant LIG Nex1 pourrait également viser le marché d’exportation.
Après ces essais couronnés de succès, l’Agence de défense pour la technologie et la qualité (DTaQ) a annoncé le 17 mai 2022 que la production en série de la torpille lourde Tiger Shark était prête à commencer. Un représentant de LIG Nex1 impliqué dans le programme a déclaré : « Actuellement, nous avons effectué et rempli tous les tests requis, et nous attendons le contrat avec la DAPA pour la production en série ; nous l’attendons dans la seconde moitié de l’année prochaine ». La DAPA est l’administration du programme d’acquisition de la défense de la Corée du Sud.
Selon la DAPA, la torpille lourde Tiger Shark atteindra sa pleine capacité opérationnelle (FOC) d’ici la fin de l’année 2022. La DAPA a révélé le 7 novembre 2022 que les derniers composants nécessaires pour fournir un soutien logistique intégré à la Tiger Shark seront livrés à la marine sud-coréenne d’ici la fin du mois de décembre 2022. En outre, l’agence a déclaré qu’elle étendrait l’utilisation de la Tiger Shark dans un avenir proche, y compris la signature éventuelle d’un deuxième contrat avec LIG Nex1 dans le mois.
Le développement initial de la Tiger Shark s’est achevé en 2019 et le Comité de promotion du programme d’acquisition de la défense a approuvé la production initiale en faible nombre en 2020. Le programme a fait des progrès significatifs en 2022, la production de masse commençant en mai, après la réussite des essais. Les livraisons à la marine de la république de Corée ont commencé en juin 2022. Le déploiement opérationnel de la Tiger Shark coïncide à peu près avec celui du premier sous-marin KSS-III, le ROKS Dosan Ahn Changho, qui a mené des opérations pour la première fois en août. La Tiger Shark a terminé ses essais pour une utilisation sur l’ancienne classe KSS-II et la nouvelle KSS-III, et sera probablement déployée sur les deux classes.